# Con đầm pích (Suppé)
Con đầm pích (tiếng Pháp: Pique Dame) là vở operetta của nhà soạn nhạc người Áo Franz von Suppé. Lời của tác phẩm là từ cuốn tiểu thuyết cùng tên nổi tiếng của Alexander Pushkin được dịch ra tiếng Đức. Tác phẩm này được sáng tác vào năm 1862.